# Cornelia (Gattin des Calvisius)
Cornelia († 39) war eine römische Adlige aus dem Geschlecht der Cornelier.

## Leben
Cornelia, die aus einem unbekannten Zweig der Familie der Cornelier stammte, heiratete den Konsul des Jahres 26 n. Chr., Gaius Calvisius Sabinus, und begleitete ihren Gatten, als dieser Statthalter von Pannonien wurde. Sie zog Soldatenkleider an und inspizierte die militärischen Lager der Römer. Mit dem Militärtribunen Titus Vinius soll sie ein Verhältnis unterhalten haben. Als sie wieder nach Rom heimkam, musste sie sich deswegen 39 n. Chr. vor Gericht verantworten; allerdings begingen sie und ihr Gatte Selbstmord.